# モハメド・アリ (アニメ)
モハメド・アリ（I Am the Greatest: The Adventures of Muhammad Ali）は、アメリカ合衆国のテレビアニメ。この作品は、1977年9月10日からNBCで土曜朝に放送された。ファームハウス・フィルムズとフレッド・カルバート・プロダクションズが制作しており、ボクシングチャンピオンのモハメド・アリ（声も本人）が彼の若き友達に道徳的価値観を教え、傷を負った人々を守るために悪いやつらと立ち向かうという内容で放送したが、視聴率低迷のためにたったの4ヶ月で打ち切られた。

## 日本での放送事情
日本では1970年代に日本語吹き替え版が制作され、声優にはモハメド・アリが石丸博也、その他には山本圭子、池田勝などが出演する予定だった。しかし、テレビ局はおろか、放送時期および放送時間、スポンサーなどが決まらないまま、結局は放送されないままとなっている。

## 登場人物
モハメド・アリ
プロのボクシング・チャンピオン。現代版ロビンフッドな感じをしており、とてもおしゃべり。
フランク・パニスター
モハメド・アリの広報担当。
ニッキー
声 - ケイシー・カーマイケル
モハメド・アリの姪。
デイモン
声 - パトリス・カーマイケル
モハメド・アリの甥。

## エピソード
| 話数 | サブタイトル                      | 放送日         |
| ---- | --------------------------------- | -------------- |
| 1    | The Great Alligator               | 1977年9月10日  |
| 2    | The Air Fair Affair               | 1977年9月17日  |
| 3    | The Littlest Runner               | 1977年9月24日  |
| 4    | Ali's African Adventure           | 1977年10月1日  |
| 5    | Superstar                         | 1977年10月8日  |
| 6    | The Haunted Park                  | 1977年10月15日 |
| 7    | Caught in the Wild                | 1977年10月22日 |
| 8    | Volcano Island                    | 1977年10月29日 |
| 9    | Oasis of the Moon                 | 1977年11月5日  |
| 10   | The Great Bluegrass Mountain Race | 1977年11月12日 |
| 11   | The Werewolf of Devil's Creek     | 1977年11月19日 |
| 12   | Sissy's Climb                     | 1977年11月26日 |
| 13   | Terror in the Deep                | 1977年12月3日  |

## スタッフ
- エグゼクティブプロデューサー - フレッド・カルバート
- 監督 - フレッド・カルバート
- プロデューサー - ジャニス・ダイアモンド
- 脚本 - ジョン・ベイツ、キャロル・ビアーズ、ブッカー・ブラッドショー、エレン＆デイビッド・クリスチャンソン、ジョセフ・R・ヘンダーソン、ブライアン・ジョセフ、ジーン・モス
- 制作 - ファームハウス・フィルムズ、フレッド・カルバート・プロダクションズ